# Ла-Вуавр (Верхняя Сона)
Ла-Вуа́вр (фр. La Voivre) — коммуна во Франции, находится в регионе Франш-Конте. Департамент — Верхняя Сона. Входит в состав кантона Фоконье-э-ла-Мер. Округ коммуны — Люр.
Код INSEE коммуны — 70573.

## География
Коммуна расположена приблизительно в 330 км к востоку от Парижа, в 80 км северо-восточнее Безансона, в 37 км к северо-востоку от Везуля.
По территории коммуны протекает река Брёшен, есть много озёр. Около половины территории коммуны покрыто лесами.

## Население
Население коммуны на 2010 год составляло 144 человека.
| 1962 | 1968 | 1975 | 1982 | 1990 | 1999 | 2010 |
| ---- | ---- | ---- | ---- | ---- | ---- | ---- |
| 208  | 232  | 164  | 146  | 130  | 126  | 144  |

## Администрация
| Период | Период | Фамилия         | Партия | Примечания |
| ------ | ------ | --------------- | ------ | ---------- |
| 1953   | 1959   | Эрнест Шане     |        |            |
| 1959   | 2008   | Жильбер Гранжан |        |            |
| 2008   | 2014   | Арно Форме      |        |            |

## Экономика
В 2010 году среди 92 человек трудоспособного возраста (15-64 лет) 65 были экономически активными, 27 — неактивными (показатель активности — 70,7 %, в 1999 году было 60,8 %). Из 65 активных жителей работали 55 человек (30 мужчин и 25 женщин), безработных было 10 (4 мужчины и 6 женщин). Среди 27 неактивных 10 человек были учениками или студентами, 11 — пенсионерами, 6 были неактивными по другим причинам.

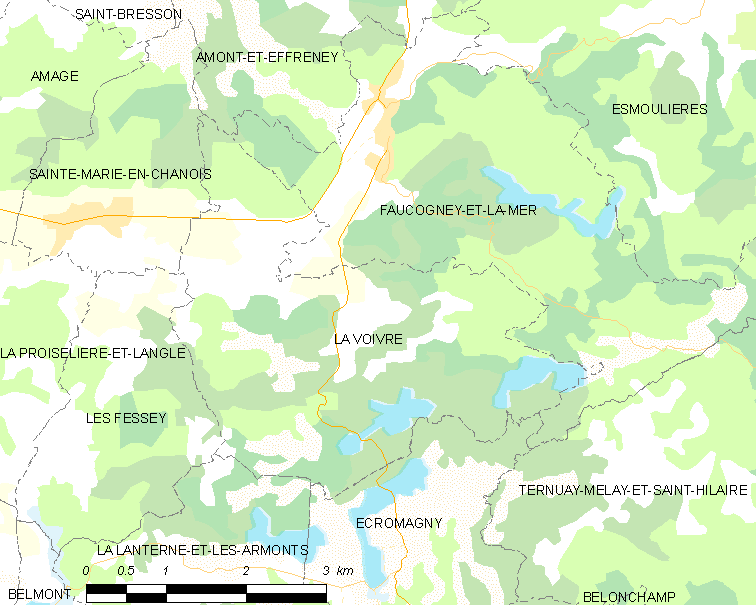
Карта коммуны